# Talladega College
Talladega College es una universidad privada, históricamente negra, en Talladega, Alabama. Es la universidad privada históricamente negra más antigua de Alabama y ofrece 17 programas de grado.  Está acreditado por la Asociación de Colegios y Escuelas del Sur. 

## Historia
La historia de Talladega College comenzó el 20 de noviembre de 1866, cuando dos hombres anteriormente esclavizados, William Savery y Thomas Tarrant de Talladega, se reunieron en una convención de la Oficina de Libertos con un grupo de hombres recién liberados en Mobile, Alabama.  De esta reunión surgió el compromiso: "Consideramos que la educación de nuestros niños y jóvenes es vital para la preservación de nuestras libertades y la verdadera religión como el fundamento de toda virtud real, y haremos todo lo posible para promover estas bendiciones en nuestra comunidad". país."
Con esto como promesa, Savery, Tarrant y un tercer hombre liberado de la comunidad de Talladega, Ambrose Headen comenzó seriamente a proporcionar una escuela para los hijos de los antiguos miembros esclavizados de la comunidad. Su liderazgo resultó en la construcción de una escuela de una sola habitación utilizando madera recuperada de una carpintería abandonada. La escuela estaba repleta de alumnos desde su apertura y pronto fue necesario trasladarse a unas dependencias más grandes.
Mientras tanto, la cercana Academia Bautista Coosa River Valley, fundada en 1852, estaba a punto de venderse por incumplimiento de hipoteca. Este edificio se construyó utilizando mano de obra esclava que incluía al carpintero William Savery y los trabajadores Thomas Tarrant y Ambrose Headen. Se envió rápidamente una petición al general Swayne para su compra. El mayor general Wager Swayne de la Oficina de Libertos logró que la Oficina de Libertos se comprometiera a comprar el terreno siempre que la Asociación Misionera Estadounidense comprara el edificio y proporcionara una estructura organizativa para la nueva escuela. Finalmente, el edificio y el terreno se compraron por 23.000 dólares.
La AMA rebautizó la universidad como The Swayne School y abrió sus puertas en noviembre de 1867 con unos 140 alumnos. Es notable que un edificio construido antes de la guerra civil estadounidense, construido con mano de obra esclava, para beneficio de los estudiantes blancos, se convirtiera en el hogar de la primera universidad del estado dedicada a atender las necesidades educativas de los negros. En 1869, el condado emitió un estatuto a la escuela Swayne y el juez sucesorio del condado de Talladega cambió el nombre de la escuela a Talladega College.
El antiguo edificio de la Academia Bautista de Coosa Valley, ahora conocido como Swayne Hall, ha permanecido en servicio como símbolo y espíritu del comienzo de la universidad.
La inscripción en 1909 incluyó a 21 hombres en el programa de teología; 20 hombres y 20 mujeres en el colegio; 34 niños y 25 niñas en preparación universitaria de bachillerato; 2 niños y 55 niñas en el programa normal de secundaria (para docentes); 63 niños y 86 niñas en el departamento de gramática (grados 6-7-8); 9 niños y 60 niñas en el conservatorio de música; 7 niñas en formación de enfermería; 20 hombres y 15 mujeres en escuela nocturna; y 142 niños y 228 niñas en la Escuela Cassedy (grados K a 5). La matrícula total fue de 797. La matrícula oscilaba entre 50 centavos al mes y 2 dólares al mes; el alojamiento y la comida costaban 10 dólares al mes más una hora diaria de trabajo.  En 1937, la matrícula total era de 567, incluidos 281 en la universidad y 120 en la escuela secundaria. 

## Instalaciones

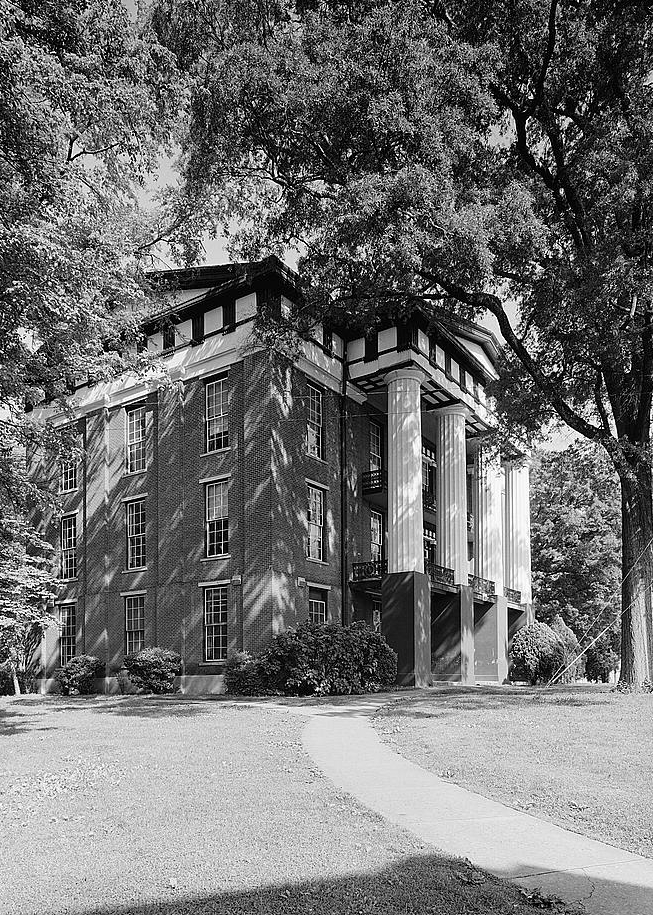
Construido en 1857, Swayne Hall es el edificio más antiguo del campus. Fue designado Monumento Histórico Nacional el 2 de diciembre de 1974.

Talladega College está ubicado en la ciudad de Talladega . El campus consta de 50 acres (202 343 m²)   con 17 edificios primarios. 32 edificios del campus figuran en el Registro Nacional de Lugares Históricos como Distrito Histórico de Talladega College.  La Biblioteca Savery, terminada en 1939, fue construida para reemplazar una estructura de 1907 construida con una donación de Andrew Carnegie. La biblioteca alberga cientos de miles de publicaciones seriadas, una sala de registros, un laboratorio de computación totalmente equipado, una sala de archivos única y los históricos murales de Amistad pintados por Hale Woodruff. Incrustado en el piso de la biblioteca se representa un mural de La Amistad -que según la tradición escolar nunca debe ser pisado- en referencia al motín de los esclavos, que tomaron el control de ese barco y luego obtuvieron su libertad en un tribunal de Estados Unidos. sobre las paredes circundantes. La entreplanta de la biblioteca alberga la Sala Galangue. Esta sala contiene una extensa colección de artefactos angoleños y nigerianos.
Andrews Hall, construido en 1910, alberga el Departamento de Música y el Departamento de Educación. Lleva el nombre de George Whitfield Andrews, DD, Decano del Departamento de Teología de 1875 a 1908.
Arthur D. Shores Hall, construido en 1974, lleva el nombre del difunto abogado Arthur D. Shores, promoción de 1927, quien se desempeñó durante muchos años como miembro y presidente de la Junta Directiva del Colegio.
La Capilla De Forest fue construida en 1903 en conmemoración de la vida y el servicio del Reverendo Henry Swift De Forest, DD, presidente de la universidad de 1879 a 1896. La Capilla DeForest fue renovada en 1996 y se volvió a dedicar en noviembre de 1996. De Forest fue el padre del inventor Lee De Forest.
El Museo de Arte Dr. William R. Harvey fue fundado en 2014 e inaugurado en 2020. La pieza destacada de la colección son los murales Amistad Mutiny de Hale Woodruff.
El Refectorio Fanning fue construido en 1928 a partir del legado de David H. Fanning de Worcester, Massachusetts. El edificio contiene los comedores de estudiantes y profesores.
La Casa Juliette Derricotte, construida en 1940-1941, fue un regalo de la Fundación Harkness y recibió su nombre de Juliette Derricotte, promoción de 1918, quien en el momento de su muerte en 1932 era miembro de la Junta Directiva. Antigua residencia del personal y casa de huéspedes se convirtió en un dormitorio de honor para mujeres en 1988.
Silsby Science Hall, construido en 1926, lleva el nombre de EC Silsby, quien fue miembro del cuerpo docente de la universidad durante 37 años. El edificio fue un regalo de la Junta de Educación General y de amigos y exalumnos de la universidad. Contiene los laboratorios y aulas de Ciencias Naturales y Matemáticas.
El Centro de actividades estudiantiles Dr. Billy C. Hawkins, terminado en 2020, lleva el nombre del vigésimo presidente de Talladega College.  Las instalaciones de última generación de 47,000 pies cuadrados incluyen un gimnasio con capacidad para 2,000 asientos, comedor, cocina completa, puesto de comida, cafetería, tienda de conveniencia, área de fitness y salas de usos múltiples.  

## Atletismo
Los equipos atléticos de Talladega se llaman Tornadoes. La universidad es miembro de la Asociación Nacional de Atletismo Intercolegial (NAIA), y compite principalmente en la Conferencia Atlética Continental desde el año académico 2023-24, y anteriormente de 2008-09 a 2010-11. Los Tornadoes compitieron anteriormente en la Conferencia Atlética de la Costa del Golfo (GCAC) de 1999-2000 a 2001-02, y de 2011-12 a 2020-21, y en la Conferencia Atlética de los Estados del Sur (SSAC; anteriormente conocida como Conferencia Georgia-Alabama-Carolina). [GACC] hasta después del año escolar 2003–04) de 2021–22 a 2022–23.
Talladega compite en 15 deportes universitarios interuniversitarios: los deportes masculinos incluyen béisbol, baloncesto, campo a través, fútbol y atletismo (interior y exterior); mientras que los deportes femeninos incluyen baloncesto, campo a través, fútbol, sóftbol, atletismo (interior y exterior) y voleibol; y los deportes mixtos incluyen animación competitiva y baile competitivo. Los deportes anteriores incluían el golf masculino y femenino.

### Banda de marcha
La Banda Marchante Tornado de Talladega College (El Gran Tornado) se estableció en 2012. La banda de música es la organización más grande del campus, con más de 200 miembros. La banda está dirigida por cinco bateristas y acompañada por una línea de baile llamada "Dega Diamonds". La banda de música hizo su debut en la Batalla de Bandas anual de Honda en 2015 y actuó en el desfile de inauguración presidencial de EE. UU. de 2017 en Washington D. C.. La banda también actuó en el medio tiempo para los New Orleans Saints en 2016. 2017 y 2021. También se espera que actúen en el Desfile de Año Nuevo de Londres el 1 de enero de 2024.

## Otras lecturas
- Asociación Misionera Americana. Universidad de Talladega (1900) en línea
- Catálogo de oficiales y estudiantes de Talladega College: 1909-1910 (1909) en línea

- Mayordomo, Addie Louise Joyner. El distintivo Black College: Talladega, Tuskegee y Morehouse (ERIC, 1977). en línea

- Jones, Maxine D. y Joe M. Richardson. Talladega College: el primer siglo (University of Alabama Press, 1990). en línea
- Jones, Maxine D. "Disturbios estudiantiles en Talladega College, 1887-1914". Revista de Historia Negra 70.3-4 (1985): 73-81. en línea